# Mauvezin-sur-Gupie
Mauvezin-sur-Gupie település Franciaországban, Lot-et-Garonne megyében. Lakosainak száma 611 fő (2022. január 1.). Mauvezin-sur-Gupie Caubon-Saint-Sauveur, Beaupuy, Marmande, Castelnau-sur-Gupie, Escassefort és Saint-Avit községekkel határos.

## Népesség
A település népességének változása:
| Lakosok száma | 567  | 582  | 597  | 593  | 598  | 607  | 608  | 610  | 611  |
|               | 2013 | 2015 | 2016 | 2017 | 2018 | 2019 | 2020 | 2021 | 2022 |